# Amélie Beaury-Saurel

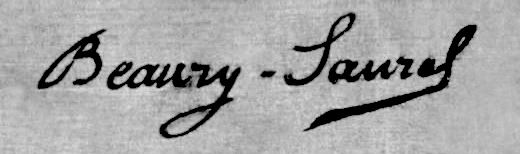
Signature.

Amélie Elise Anna Beaury-Saurel (Barcelona, 19 de diciembre de 1849-París, 30 de mayo de 1924) pintora francesa.  Es hermana de la pintora Irmeta Beaury Saurel.    

## Biografía
Aunque anteriormente su familia vivió en España y Córcega, una vez se instalaron en Barcelona, a partir de 1843, dirigieron una fábrica de alfombras y tapices a la que llamaron “Saurel, Beaury y Compañía”. Más tarde, en 1849, abrieron un nuevo establecimiento en la calle de la Montera de Madrid. Con J.P. Laurens en la Académie Julian, se hizo rápidamente una retratista famosa por su talento gracias a Léon Bonnat.
Se casó con Rodolphe Julian en 1895 y se ocupó del taller de mujeres. En sus publicaciones, Marie Bashkirtseff (también alumna de Julian) habla con cierto recelo de "l'espagnole" (la española).
En 1889, fue directora del taller “Pasajes des Panoramas”, uno de los varios que tenía su marido. Mientras estuvo a cargo de éste, no detuvo su carrera como retratista.
Como retratista, Beaury-Saurel solía exponer obras realizadas por encargo en los salones anuales de París. Haciéndose acreedora al reconocimiento de un gran número de críticos de arte que se sentían impresionados por su habilidad para reflejar fielmente el carácter de sus modelos. En las postrimerías de su carrera, Amélie Beaury-Saurel pintó un retrato de la activista feminista Séverine (Caroline Rémy de Guebhard. París – Musée Carnavalet) lo que indica que la pintora estaba muy vinculada a esta defensora de los derechos de la mujer. Pintar el retrato de Séverine le sirvió a Beaury-Saurel para reforzar su posición, ya que demostraba su relación con alguna de las figuras más destacadas de la época. Su condición de pintora de renombre se consolidó aún más cuando pintó el retrato de Léonce Bénedite (director del Museo de Luxembourg en París). Ella terminó su óleo “Dans le bleu” (1894), siendo ya una pintora de éxito en el ámbito artístico de París.

Debutó en el Salón de París en 1874, donde la consideran una de los artistas principales a partir del Salón de 1880. Fue medalla tercera del Salón en 1885 y medalla de bronce en la Exposición Universal de 1889. 

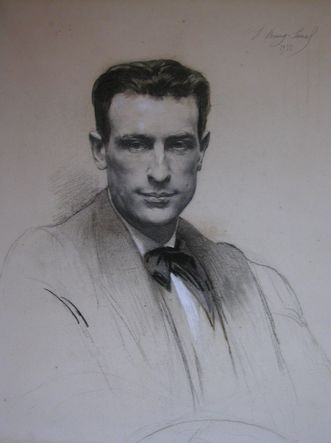
Gilbert Dupuis
por A. Beaury-Saurel.

Sus obras se exponían por doquier y ya comenzaban a mostrar algunas de las tendencias sociales y, aunque el personaje de la obra “Dans le bleu” no se ha llegado a identificar, hay rumores que dicen que podría ser ella misma. Esta obra, muestra a una mujer liberada, apoyada en una mesa, quizás en un cabaret o un café. La joven disfruta de una taza de café mientras está fumando un cigarrillo. Este gesto resulta muy provocador, denota esa sensación de emancipación que transmite la actividad. La autora pintó a la mujer envuelta en una neblina azul de humo del cigarrillo, creando así la atmósfera de una mujer disfrutando de un momento de placer en su vida cotidiana. El hecho de que ella representara un ejemplo de la “nueva mujer”, la mujer creativa, capaz de albergar sus propios pensamientos y dedicada a realizar una labor creativa, hace que este pastel sea misterioso y revelador por parte de la autora, que era una representante de la emancipación moderna.
Es una de las principales activistas feministas de las artes plásticas de finales de siglo XIX y dedicó muchos esfuerzos a apoyar la obra creativa de otras mujeres y a defender su derecho a una educación y una carrera profesional como pintora.
Cuando su marido falleció, ella adquirió en el pueblo de Lapalud (donde nació su marido) el “Chateau Julian”. También, después de la muerte de su marido, es ella quien se elevó a la dirección de la “Académie Julian”, convirtiéndose en una figura emblemática del acceso de las mujeres a puestos de responsabilidad en la sociedad. La elección de sus sujetos también denota una búsqueda de emancipación. Fue una mujer muy generosa, ya que se ocupó la mayor parte de su vida de las necesidades de su hermana y su madre. Murió en París el 30 de mayo de 1924. 

## Listado de obras

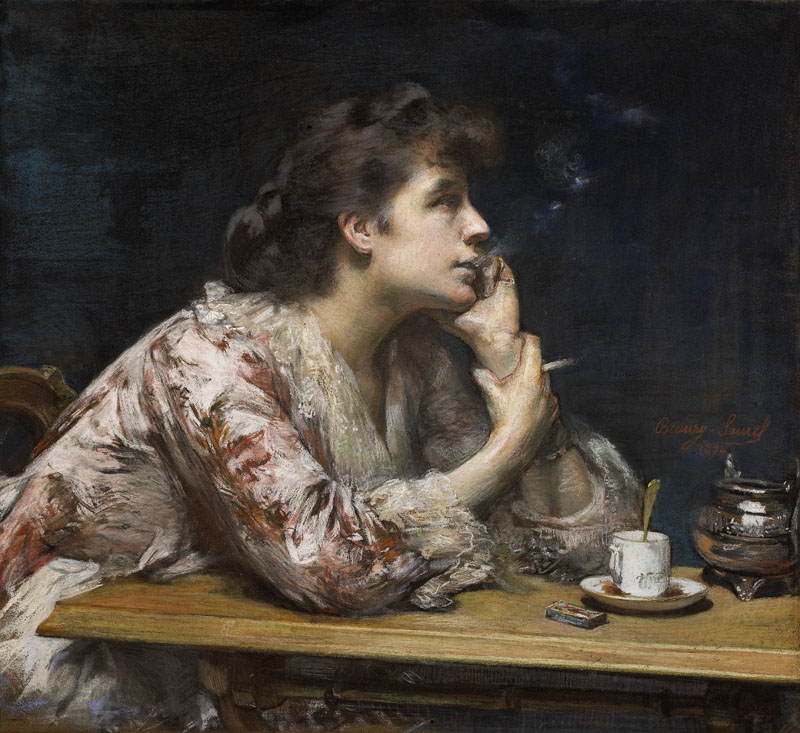
Dans le Bleu (1894) Museo de Toulouse (Francia)

- 1873 - Christ en croix de l'église Saint-Étienne, à Issy-les-Moulineaux.

- 1891 - Le Travail de M. Frey, Maître d'armes.
- 1893 - Portrait de Séverine.
- 1894 - Dans le bleu, Toulouse, Musée des Augustins.
- 1894 - Le Repos du modèle, Musée d'Amiens.
- 1894 - Portrait d'Arlette Dupuis, Collection Hérold.
- 1894 - Portrait de Jacques Dupuis, Collection Hérold.
- 1896 - L'écrivain public, Barbezieux-Saint-Hilaire, Musée Getreaud.
- 1897 - Barcelone, Barbezieux-Saint-Hilaire, Musée Getreaud.
- 1899 - Après déjeuner, Toulouse, Musée des Augustins.
- 1899 - Salon de Paris de 1899 / Portrait de M. Alexis Ballot-Beaupré (1836-1917), président de la chambre civile de la Cour de Cassation1 ; Portrait de Mme Daniel Lesueur (1854-1921), femme de lettres.
- 1903 - Salon de Paris de 1903 / Portrait de femme dans le train
- 1913 - Portrait de Mme G. C...
- 1914 - Nos éclaireuses.
- 1914 - Portrait d'Adrienne Siou, Collection Hérold.
- 1919 - Jean-Paul Laurens (1838-1921), París, Musée d'Orsay
- 1922 - Portrait de Gilbert Dupuis, Collection Hérold
- 1923 - Portrait de Léonce Bénédite (1859-1925) conservateur du Musée du Luxembourg Paris, Musée d'Orsay